# Centre d'accueil de Lai Chi Kok

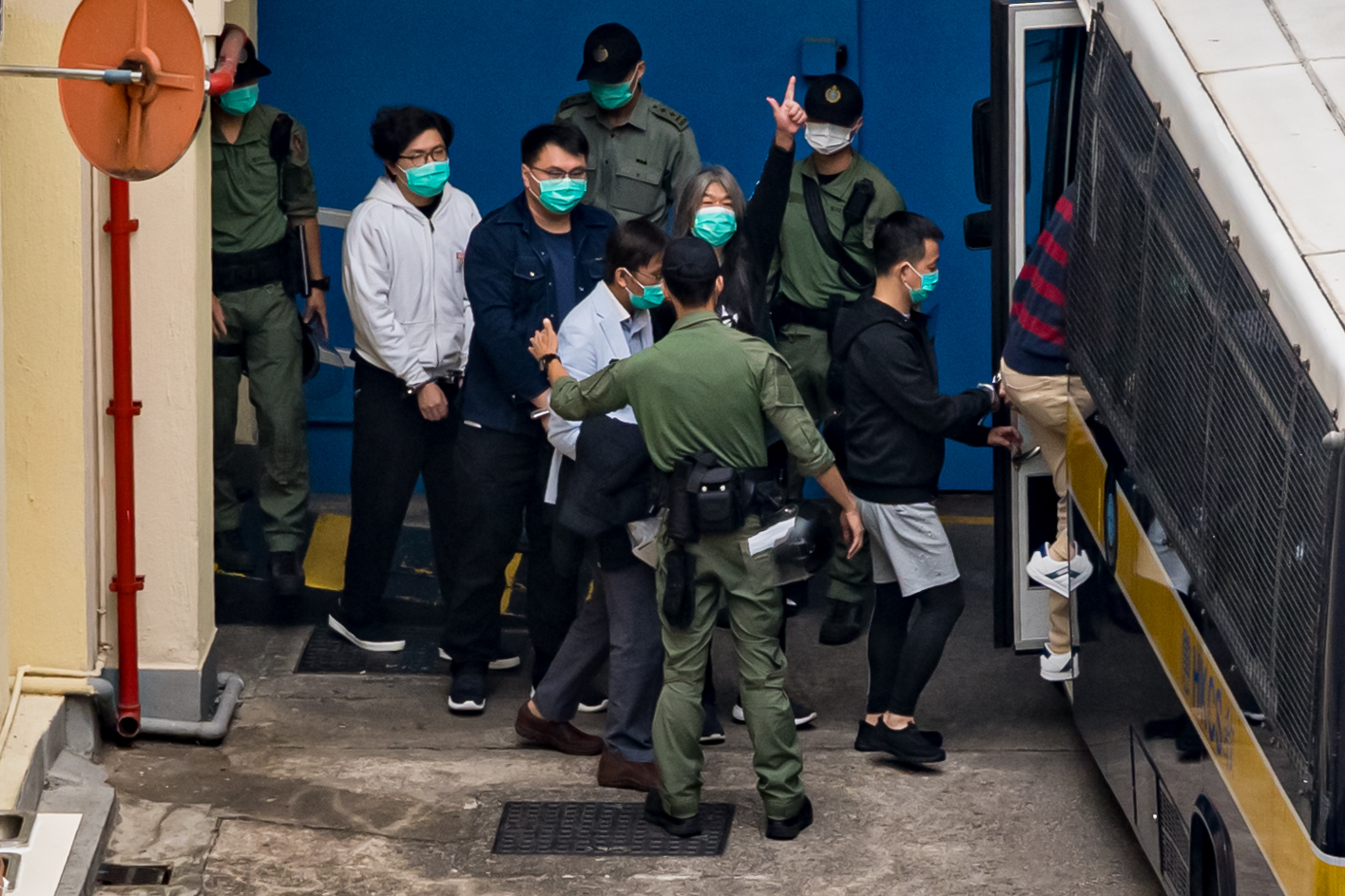
Activistes pro-démocratie montant dans un bus à la prison.

Le centre d'accueil de Lai Chi Kok (en chinois : 荔枝角收押所) est l'une des plus grandes prisons de Hong Kong. Ouvert en 1977, il est situé à Kowloon.

## Histoire
Le centre d'accueil de Lai Chi Kok est bâti pour soulager la surpopulation carcérale du centre de détention provisoire de Victoria. Les travaux de construction du site commencent en 1974 pour un coût de 32 millions HK$,.
Le 21 novembre 1977, l'administration est transférée du département des travaux publics au département des prisons (rebaptisé services correctionnels (en) en 1982). Elle commence à fonctionner en décembre 1977.
En septembre 1997, le centre d'accueil de Lai Chi Kok a  une capacité certifiée de 960 places mais est surpeuplé, abritant une population de 1 293 personnes à l'époque.
Ambrose Lee (en), le Secrétaire à la sécurité, inaugure officiellement l'établissement correctionnel de Lai Chi Kok pour femmes majeures, situé à côté du centre d'accueil, le 20 juillet 2006. L'établissement à sécurité moyenne a une capacité de 650 places. Il ferme en août 2010 après que les détenues aient été transférées à l'établissement correctionnel de Lo Wu, et en 2011, est fusionné avec le centre d'accueil de Lai Chi Kok pour réduire la surpopulation, augmentant la capacité de la prison de 1 084 à 1 484,.

## Description
La prison a une capacité de 1 484 places et accueille des hommes majeurs en détention provisoire et d'autres catégories.

## Accès
La prison se trouve à 300 mètres à pied de la sortie C de la station Lai Chi Kok (en) du métro de Hong Kong. Elle est également desservie par de nombreuses lignes de bus desservant Cheung Sha Wan Road (en).